# Оряхово
Оря́хово (болг. Оряхово) — город в Болгарии. Находится в Врачанской области, на правом берегу Дуная, неподалёку от города Мизия. Оряхово — административный центр одноимённой общины Оряхово. Население составляет 4799 человек (2022).
На Дунае в Оряхово есть паром, и пограничный контрольно-пропускной пункт — на противоположном левом берегу находится румынский город Бекет.

## История
Наименование населённого пункта неоднократно видоизменялось: Вырхов, Орезов, Ореов, Рахово и c 1886 года современное название — Оряхово.

## Экономика
Завод запасных частей для сельскохозяйственных машин, завод нестандартного оборудования и два швейных цеха.

## Известные уроженцы
- Варбанов, Марин (1932—1989) — болгарский художник, профессор ручного тканого текстиля.
- Паница, Тодор (1879—1925) — македонский революционер болгарского происхождения.
- Цанков, Александр (1879—1959) — болгарский политический деятель.